# Ljusgöl (Tuna socken, Småland)
Ljusgöl är en sjö i Vimmerby kommun i Småland och ingår i Marströmmens huvudavrinningsområde.